# Acanthodelta stumpffii
Acanthodelta stumpffii là một loài bướm đêm trong họ Noctuidae.